# Estádio Ciudad de Vicente López
O Estádio Ciudad de Vicente López, também conhecido popularmente como Coliseo de Victoria, é um estádio multiuso localizado no bairro Florida, no partido de Vicente López, na província de Buenos Aires, na Argentina. A praça esportiva, usada principalmente para o futebol, pertencente ao Club Atlético Platense, foi inaugurada em 22 de julho de 1979 e tem capacidade aproximada para 32 000 espectadores.

## História
Até 1971, o Platense tinha sua cancha localizada na cidade de Buenos Aires, na esquina das ruas Manuela Pedraza e Crámer. Os trabalhos de construção do estádio Ciudad de Vicente López começaram em 1974. Por fim, foi inaugurado em 22 de julho de 1979, em uma partida entre Platense e o Gimnasia y Esgrima La Plata. A arquibancada dos visitantes foi concluída em 1980. A iluminação para jogos noturnos foi concluída em 29 de setembro de 1982.
Em 1994, o estádio foi reformado, ampliando sua capacidade de 18 000 para 28 530. Os trabalhos incluíram a construção de duas novas arquibancadas de concreto, chamadas Julio Cozzi e Roberto "Polaco" Goyeneche, homenageando um dos goleiros mais notáveis da história do clube e um reconhecido cantor de tango e torcedor do Platense, respectivamente. Obras foram concluídas em 1998.